# きたサバ!〜北海道でサバゲーやってみた!〜
『きたサバ!〜北海道でサバゲーやってみた!〜』（きたサバ ほっかいどうでサバゲーやってみた）は、YouTubeで配信・テレビ北海道で放送されているバラエティ番組。

## 概要
サバイバルゲームを通して北海道を盛り上げるべく、サバイバルゲームファンの視聴者とTVhが共同で作り上げるバラエティ番組。愛好家や子供から大人まで楽しめるサバイバルゲームやエアガンの魅力を取り上げ、愛好家からの投稿動画や写真を紹介するなど視聴者参加型のコンセプトとしている。
収録の模様はYouTubeで生配信し、その後TVhで再編集版を地上波放送する。収録場所については札幌近郊のサバイバルゲーム関連の店舗や番組スポンサーの店舗を用いている。またYouTubeではテレビ放送版の見逃し配信や未公開シーンも取り上げる。
2021年7月に「タイトルは未だ未定ですが、、、サバゲーで北海道を盛り上げる番組」の仮題で第1回配信を行いTwitter投票で「きたサバ!-」の番組名を決定。
2022年3月から6月にかけてはロシアのウクライナ侵攻といった国際情勢を鑑みて番組を休止、道内でのサバイバルゲーム関連の話題の取材のみを行い再開後の第7回から第10回まではサバイバルゲーム以外の企画として缶けりや釣りといったアウトドアロケやスポーツチャンバラ・ARスポーツといったインドア競技企画を主に展開、3月放送予定としていた島太星をゲストに迎えてのサバゲー対決は11月末に順延された。
2025年3月26日放送の生放送スペシャルを以て月1回のレギュラー放送を終了、今後は不定期特番としての展開を示唆する形としている。

## 出演
- shiho[1]
- 安保卓城（NORD）[1]

## 主な企画
ガンガン送って!皆さんのサバゲーライフ!
番組Twitterアカウントに寄せられた視聴者からのサバイバルゲームに関する動画や写真を紹介する。
安保卓城ソルジャー化計画
サバイバルゲーム初心者の安保が基礎知識を学んだりゲストプレイヤーとの対戦等を通じサバイバルゲームの上達を目指す。

## 放送リスト
レギュラー放送
放送日に特筆がない場合は水曜（火曜深夜）1:00 - 1:30放送。
|    | 配信日         | 放送日                     | 収録場所                                                      | 備考                                 |
| -- | -------------- | -------------------------- | ------------------------------------------------------------- | ------------------------------------ |
| 1  | 2021年 7月5日  | 2021年 7月28日 1:10 - 40   | SSR札幌シューティングレンジ（札幌市中央区）                   |                                      |
| 2  | 8月7日         | 9月7日 1:30 - 2:00         | HSP北海道サバイバルゲームパーク（江別市）                     |                                      |
| 3  | 10月7日        | 10月20日 1:00 - 1:30       | andy（岩見沢市）                                              |                                      |
| 4  | 10月28日       | 11月24日                   | 万代札幌藤野店（札幌市南区）                                  |                                      |
| 5  | 11月25日       | 12月21日                   | メガネサロンルック フレスポ恵み野店（恵庭市）                 |                                      |
| 6  | 2022年 1月6日  | 2022年 1月30日 1:45 - 2:15 | お刺身居酒屋瑠玖（札幌市中央区）                              |                                      |
| 7  | 7月13日        | 7月27日                    | ワンダーランドサッポロ（札幌市西区）                          |                                      |
| 8  | 8月16日        | 8月31日                    | メガネサロンルック ウイングベイ小樽店（小樽市）               |                                      |
| 9  | 9月11日        | 9月28日                    | 中島体育センター（札幌市中央区）                              | ゲスト：瀧原光（NORD)                |
| 10 | 10月12日       | 11月2日                    | テレビ北海道本社ロビー（札幌市中央区）                        |                                      |
| 11 | 11月13日       | 11月30日                   | Gun TREX（恵庭市）                                            | ゲスト：島太星（NORD）               |
| 12 | 11月3日        | 12月28日                   | 福井県鯖江市                                                  |                                      |
| 13 | 1月12日        | 2月1日                     | お刺身居酒屋瑠玖                                              |                                      |
| 14 | 2月4日         | 3月1日                     | テレビ北海道本社ロビー                                        | ゲスト：ジョン（サバゲーチーム漸嘩） |
| 15 | 3月9日         | 3月29日                    | サバイバルフィールド ユニット（苫小牧市）                     | ゲスト：舟木健（NORD）               |
| 16 | 3月9日         | 4月26日                    | サバイバルフィールド ユニット（苫小牧市）                     | ゲスト：舟木健（NORD）               |
| 17 | 4月24日        | 5月31日                    | Project Bells（石狩市）                                       | ゲスト：瀧原光（NORD）               |
| 18 | 4月24日        | 6月28日                    | Project Bells（石狩市）                                       | ゲスト：瀧原光（NORD）               |
| 19 | 7月10日        | 7月26日                    | メガネサロンルック クロスモール新琴似店（札幌市北区）         | ゲスト：AIRI(元自衛官YouTuber）      |
| 20 |                | 8月30日                    | 北欧の風 道の駅とうべつ（当別町）                             | ゲスト：つちふまズ                   |
| 21 | 9月27日        |                            | 北欧の風 道の駅とうべつ（当別町）                             | ゲスト：つちふまズ                   |
| 22 | 9月10日        | 10月4日                    | メガネサロンルック元町店（札幌市東区）                        |                                      |
| 23 | 8月17日        | 11月1日                    | ホビーショップてづか（旭川市） 名寄ピヤシリスキー場（名寄市） |                                      |
| 24 | 8月17日        | 11月29日                   | ホビーショップてづか（旭川市） 名寄ピヤシリスキー場（名寄市） |                                      |
| 25 | 11月14日       | 12月27日                   | 愛知県・岐阜県                                                |                                      |
| 26 | 2024年 1月11日 | 2024年 1月31日             | お刺身居酒屋瑠玖 ホビーショップタムタム（札幌市厚別区）       | ゲスト：大野ユリエ、yurara           |
| 27 | 2024年 1月11日 | 2月28日                    | お刺身居酒屋瑠玖 ホビーショップタムタム（札幌市厚別区）       | ゲスト：大野ユリエ、yurara           |
| 28 | 3月4日         | 3月27日 1:10 - 1:40        | サバイバルフィールド ユニット（苫小牧市）                     | ゲスト：秘蔵、電人バンド             |

特別番組
- 一挙放送スペシャル
  - 年末深夜帯にその年の放送回を集中放送する。
  - 2021年12月29日2:40 - 5:00（第1回 - 第5回）
  - 2022年12月30日3:30 - 5:00（第6回 - 第9回）
  - 2022年12月31日3:50 - 5:20（第10回 - 第13回）
- きたサバ!安保卓城ソルジャー化計画（2023年2月10日 11:30 - 12:00）
  - 第4回-第6回での「安保卓城ソルジャー化計画」コーナーで放送されたホビーショップタムタム札幌店屋内サバゲーフィールドでの屋内戦企画をまとめた総集編。
- 年末スペシャル（2023年12月30日 12:00 - 13:00）
  - ゲストは鈴井貴之。植松電機（赤平市）でロケ[2]。

## イベント
- 空知コスプレフェスタそらコス公開生配信（2022年10月23日）
  - 北海道グリーンランドでのサブカルチャーイベント「空知コスプレフェスタそらコス」の一環として、屋外ステージにてYouTube生配信を実施。ゲスト島太星を迎えてのサバゲー対決映像の放映などを展開。
- きたサバ！フェス#0～プレミストドームでサバゲーイベント始めます！～（2025年7月13日予定）[3]
  - 大和ハウスプレミストドームの通路を用いてサバイバルゲーム大会を展開。本塁側地下2階でブルペンに更衣室や業務通路をBB弾エリア、一塁南ゲート側コンコースを赤外線式のB2iエリア、1階北側コンコースの一部をコスプレ専用エリアとして使用。